# قادر أوزكان
قادر أوزكان (بالتركية: Kadir Özcan)‏ هو مدرب كرة قدم ولاعب كرة قدم تركي في مركز الدفاع، ولد في 26 يونيو 1952 في آقجة آباد في تركيا، وتوفي في 22 أكتوبر 2013 في طرابزون في تركيا بسبب نوبة قلبية. شارك مع منتخب تركيا تحت 21 سنة لكرة القدم ومنتخب تركيا لكرة القدم. أما مع النوادي، فقد لعب مع طرابزون سبور وغلطة سراي.

## وصلات خارجية
- قادر أوزكان على موقع اتحاد تركيا (لاعب) (الإنجليزية)
- قادر أوزكان على موقع اتحاد تركيا (مدرب) (الإنجليزية)
- قادر أوزكان على موقع ناشيونال فوتبول تيمز (الإنجليزية)
- قادر أوزكان على موقع عالم كرة القدم.نت (الإنجليزية)